# Carex cilicica
Carex cilicica är en halvgräsart som beskrevs av Pierre Edmond Boissier. Carex cilicica ingår i släktet starrar, och familjen halvgräs.

## Underarter
Arten delas in i följande underarter:
- C. c. cilicica
- C. c. muglaica
- C. c. muratica